# 岩元悦郎
岩元 悦郎（いわもと えつろう、1907年〈明治40年〉6月11日 - 1998年〈平成10年〉12月4日）は、日本の教育者。北海道帯広市の特別支援学校である北海道帯広盲学校の前身、帯広盲唖院の設立者。自身も失明という障害を克服し、帯広に初めての盲唖学校を設立し、その生涯を障害者教育に捧げた。帯広および道東方面で、初めて特殊教育に取り組んだ人物でもある。教員を辞職後も点字図書館を運営し、視覚障害者の福祉に貢献した。

## 経歴

### 誕生 - 失明
1907年（明治40年）6月11日、北海道南富良野村（後の南富良野町）で誕生した。幼少時より視力が0.01程度と、非常に悪かった。人の顔も判別できず、着物の柄や姿、形で見分けられる程度だった。
小学校時代は特殊学校ではなく普通学校であったが、教員が岩元の視力を気遣って、黒板の字を見やすいように書き写したり、級友たちが家まで送ってくれたりと、親切な人々に囲まれて育った。また、この小学校時代に札幌の眼科で診察を受け、「将来、手術を受ければ視力が回復する」といわれた。このことで岩元は将来に希望を抱いた。
1915年（大正14年）、札幌で念願の手術を受けた。しかし視力は回復どころか、逆に低下する一方だった。十数回にわたる手術の末、ついに岩元は完全に失明した。
岩元は将来に失望して、それまでとは一転して悲嘆の日々を送り、自殺すら考えた。母を怨み「どうしてこんなふうに産んだんだ」と母に物を投げつけ、母と共に泣き合うこともあった。

### 点字との出会い・盲教育の道へ
21歳のときに、小樽に住む親戚から、小樽盲学校（1977年に廃校）を勧められた。当初は「按摩にはなりたくない」と気が進まなかったが、母に「気晴らしに」と勧められ、入学した。
この小樽盲学校で、岩元は初めて点字に出会った。岩元は点字を覚えることに夢中になり、数日後には本が読めるまでになった。もともと小説が好きであったが、それまでは家族の者に読んでもらっていたので、自力で本が読めることは大きな喜びであった。特に芥川龍之介の『羅生門』や『トロツコ』を読んだときの感動は、その後も数十年にわたって忘れることはなかった。
岩元は点字の存在により、まさに失われた光を取り戻したといえた。岩元は点字を通じて希望を取り戻し、盲学校の教員を志した。1931年（昭和6年）、東京盲学校の師範部で、教員の資格を取得した。また在学中に、健常者の筆算と同様に点字で計算の可能な点字盤「岩元式点字盤」を考案した。1935年（昭和10年）、母校の小樽盲学校に教員として赴任した。
1937年（昭和12年）、菅原ヒデと結婚した。ヒデは健常者で、岩元より年下ながら、岩元が小樽盲学校の生徒だった頃にすでに特殊教育の教員として勤めており、教育者としては先輩だった。またヒデはキリスト教徒であり、岩元はキリスト教の知識が皆無であったため、東京盲学校卒業時に贈られた点字聖書『マタイ伝』を初めて読み、キリスト教に触れる機会となった。

### 帯広での盲唖教育
岩元は結婚を機に、新たに盲亜学校を開くことを発案した。これには当時、北海道内の盲学校や聾学校は北海道内に5か所しかなく、道東には皆無という事情があった。また妻を通じてキリスト教に触れ、ルカによる福音書の15章にある「まよえる1匹の羊」が岩元の心を打ったためでもあった。
同1937年4月、岩元は妻ヒデと共に、帯広を訪れた。岩元たちにとってはまったく未知の土地であり、貯金もなく、知人も皆無であった。まず1軒の民家を借りて「帯広盲唖院」の看板を出した。新聞記事に取り上げられたことで、27歳の女性、少女2人が入学し、同1937年7月1日に開校した。これが帯広および道東方面での特殊教育の始まりとなった。
盲唖院の授業料は無料とし、学校の設備や教科書など、一切の費用を岩元自らが負担した。市町村や団体から定期的な寄付もあったが、それ以上は岩元が自力で稼いだ。小樽盲学校でマッサージ師の資格を得ていたので、盲唖院には治療院の看板も出し、午前中は学校、午後は治療に精を出した。
盲唖院の生徒が徐々に増える一方で、治療院の仕事は捗らなかった。開校直後に日中戦争が開戦したこともあり、生活は苦しさを増した。しかし、生徒たちの両親が岩元を信頼して子供を預けることを思うと、「辞める」などとはいえず、「どんなことがあっても学校を辞めない」と自分に言い聞かせた。
1938年（昭和13年）のクリスマスに帯広で受洗し、キリスト教徒となった。後年の岩元の談によれば、生活が貧窮を極め、「神様、私に患者をよこしてください」と祈り続けると、マッサージの客が訪れ、「神様はいらっしゃる、俺の祈りを聞いてくれた」と確信して、受洗に至ったという。
生徒が増えたために学校だけでは足らず、1942年（昭和17年）に別に寄宿舎の建物を借りて移転し、生活はさらに苦しさを増した。岩元はマッサージの客の斡旋のため、帯広中の旅館を回った。夜中でも仕事の依頼の電話があると、飛び起きて駆けつけた。午前中は授業、午後は寄付金集め、生徒募集に加えてマッサージ業で、深夜0時まで奮闘の日々が続いた。酔った客に足蹴にされるなど苦難もあったが、この頃に賀川豊彦の著書『神による解放』を読み、岡山の孤児院設立者である石井十次の存在を知って、大きな心の支えとなった。
帯広市長や有志が、「基金を募って新しい校舎を建てる」と申し出たが、太平洋戦争が勃発し、折角の話も頓挫してしまった。経営難が続いたが、生徒の多くが農家であり、親たちが農作物を届けてくれたので、岩元たちはどうにか生活を続けることができた。終戦直後の1946年（昭和21年）には、当時としては巨額の10万円の寄付があり、窮状から救われた。

### 戦後
戦後の日本は様々な改革に伴い、教育基本法や学校教育法が制定された。岩元は、自分らの学校はそれら規制の条件を満たせず、閉校せざるを得ないと考えていた。そんな折の1948年（昭和23年）、ヘレン・ケラーが北海道に来ることを記念し、私立の盲唖学校が道立になることが決定された。
岩元は札幌へ赴いて、ヘレン・ケラーの公演を聞いた。三重苦を克服したケラーの言葉には、学ぶことが多く、岩元は改めて、盲教育への情熱と、信仰への確信を得た。また、日本では視覚障害者の仕事といえば按摩やマッサージ程度に対し、アメリカでは二百種以上の仕事があることには、大きな驚きであった。
1948年（昭和23年）10月1日、盲唖院は道立に移管され、帯広盲学校・聾学校が誕生した。岩元は盲学校の校長、妻は聾学校の教員として勤めた。校舎も体育館や広い校庭のあるものとなり、職員も生徒も増え、成果は上々であった。岩元は教員として初めて月給を手にし、恐縮しつつも、教育者として充実した日々を送った。

### 突然の転任
1954年（昭和29年）、岩元は教育委員会からの指示により、退職を強いられた。「障害者の校長は認めない」という方針であった。当時はまだ、障害者の人権は無視される傾向にあったのである。岩元は「障害者でも校長になれることは、同じ障害者である生徒たちの象徴」と主張したが、教育委員会の態度が変わることはなかった。
幸いにも高等学校の教員免許があったため、妻と4人の子供たちと共に札幌に移り住み、札幌盲学校の高等部に赴任した。岩元はこの失意の中での人事を、障害者への侮辱と捉えて、札幌では校長と頻繁に衝突した。しかし岩元は次第に、高等部で教鞭をとることに、教育者として新たな喜びを覚えた。この学校は中途失明者も受け入れており、20歳代や30歳代の生徒もおり、子供たちとはまた別の教えがいが感じられた。
後に、岩元をキリスト教徒と知った生徒の依頼を受けて、「聖書クラブ」を設立し、生徒たちを集めて聖書についての学習の場とした。この聖書クラブについても、依然として校長は反対していたが、岩元はそれに抵抗しつつ活動を続けた。この聖書クラブが、21世紀以降まで活動を続ける北海道盲人キリスト信仰会の母体の一つとなった。この頃より、日本盲人キリスト教伝道協議会にも深く関わった。

### 札幌ライトハウス - 晩年
1969年（昭和44年）3月、岩元は札幌の学校を63歳で退職した。その後も視覚障害者のためにできることを探した岩元は、図書館を発案した。当時、図書館は全国で40か所ほどあったが、点字本は少なく、しかも点字もテープ録音もすべてボランティアだった。岩元は退職金をもとに、視覚障害者のための福祉施設「札幌ライトハウス」を設立した。北海道内各地からの希望に応じ、本や録音テープを貸し出す他、札幌市からの委託事業として、タイプライター、時計、白杖、点字機など、視覚障害者用具の斡旋、更生相談なども行った。点字計算板、簡易点字印刷法も発案した。特に岩元式の簡易点字印刷機は、それまでの大きな力を要する点字印刷機と比較して、一度に複数の点字印刷が可能な、非常に重宝する機械であった。
年末のクリスマス募金を除けば無報酬であったが、岩元は障害者への貢献に大きな喜びを覚え、充実した晩年を送った。北海道盲人キリスト信仰会の責任者、札幌北光教会の家庭集会担当役員など、視覚障害に関する多くの事業にも熱心に参加した。
1996年（平成8年）、札幌ライトハウスは資料類を大阪の施設に寄付し、その活動を終えた。その後も岩元はパソコンを使って、点字通信『みことばの友』の製作を続けた。その2年後の1998年（平成10年）12月4日、心不全により死去した。

## 受賞・表彰歴
- 1975年（昭和50年） - ヘレン・ケラー賞[3]
- 1977年（昭和52年） - 日本盲人会連合 ブライトスター賞[3]
- 1978年（昭和53年） - 特殊教育100周年記念教育者表彰（妻ヒデと共に）[27]
- 1982年（昭和57年） - 勲五等瑞宝章[3]
- 1987年（昭和62年） - 第5回鳥居賞[28][29]